# Eulalia Agrelo Costas
María Eulalia Agrelo Costas (Asados, Rianxo, 26 de gener de 1974) és una filòloga i assagista gallega.

## Trajectòria
Graduada en Filologia Gallego-Portuguesa per la Universitat de Santiago de Compostel·la. Entre 1998 i 2000 va treballar en el projecte Informes de Literatura al Centro Ramón Piñeiro para la Investigación de Humanidades (CRPIH) sota la direcció de Blanca Ana Roig Rechou, col·laborant actualment en aquest i en altres projectes de l'esmentat centre, com en els Diccionaris de Literatura, dirigit per Ángel Tarrío, i la Narrativa Recuperada, dirigit per Modesto Hermida.
Així mateix, és membre del Grup de Recerca Recerques literàries, artístiques, interculturals i educatives Lecturas textuales y visuales (LITER 21) i membre de la secretaria de la Xarxa Temàtica de Recerca Las literaturas infantiles y juveniles del marco ibérico. La seva influència en la formació literària i lectora (LIXMI). Va participar en diversos congressos, trobades i jornades sobre la literatura infantil i juvenil gallega i sobre la literatura gallega en general, a més de col·laborar en diferents volums, catàlegs, revistes i periòdics.
D'altra banda, va ser docent a la Universitat de Deusto (2003-2009) i, actualment, és també professora de llengua i literatura gallega en l'ensenyament mitjà. Ha publicat diversos articles en la revista Malasartes, així com participat en la ressenyes de diversos articles i publicacions

## Obra

### Edició
- Obra narrativa en gallego, d'Aurelio Ribalta, 2000, Centre Ramón Piñeiro per a la Recerca en Humanitats.
- Palabras desde la emigración, de Francisco Rodríguez Gey, la Corunya 2014, Quaderns de literatura popular.[3]

### Obres col·lectives
- La aventura de oír, contar y leer, 2002, Consellería de Cultura.
- Nuestra literatura infantil y juvenil 2000, 2002, Gálix/Xunta de Galicia.
- Narrativa y promoción de la lectura en el mundo de las nuevas tecnologías, 2002, Consejería de Cultura.
- Nuestra literatura infantil y juvenil 2002, 2004, Galicia/Xunta de Galicia.
- La memoria de las guerras en la literatura infantil y juvenil en lengua gallega, 2004, Generales.
- Amador Montenegro Saavedra y su obra narrativa en gallego, 2007, Centro Ramón Piñeiro.
- Historia de la Literatura Infantil y Juvenil Gallega, 2015, Generales.
- Educación literaria y artística: conflictos sociales y bélicos, 2017, Editorial Graó

## Reconeixements
La publicació «Història dona literatura Infantil e Xuvenil Galega», coordinada per Blanca Ana Roig Rechou, en la qual participa Eulalia Costas, ha rebut el Premi de Crítica en l'apartat de Recerca.